# Kabupaten Merauke
Kabupaten Merauke är ett kabupaten i Indonesien.   Det ligger i provinsen Papua, i den östra delen av landet, 3 600 km öster om huvudstaden Jakarta. Antalet invånare är 195 716.